# Diastylis paratricinta
Diastylis paratricinta är en kräftdjursart som beskrevs av Kang och Lee 1996. Diastylis paratricinta ingår i släktet Diastylis och familjen Diastylidae. Inga underarter finns listade i Catalogue of Life.